# Corallodendron princeps
Corallodendron princeps là một loài thực vật có hoa trong họ Đậu. Loài này được (A. Dietr.) Kuntze mô tả khoa học đầu tiên năm 1891.